# Liste des séismes les plus meurtriers des années 2000
Cet article contient une liste des séismes les plus meurtriers des années 2000.
Cet liste présente les séismes ayants eu lieu par année, qui ont fait au moins 10 morts.

## 2000
- 4 mai :  Indonésie : Un très fort séisme de magnitude 7,6 frappe l'archipel de Banggai, le bilan fait état d'au moins 46 morts, 264 blessés et    30 000 déplacés[1].
- 4 juin :  Indonésie : Un violent séisme de magnitude 7,9 dans le sud de la région de Sumatra, le bilan fait état d'au moins 103 morts et plus de  2 200 blessés[2].
- 25 novembre :  Azerbaïdjan : Un séisme de magnitude 6,8 frappe la capitale du pays Bakou, le bilan fait état d'au moins 26 morts et 412 blessés[3].

## 2001
- 13 janvier :  Salvador et  Guatemala : Un fort séisme de magnitude 7,7 au sud-ouest de San Miguel, le bilan fait état de 952 morts et 5 565 blessés[4].
- 26 janvier :  Inde : Un violent séisme de magnitude 7,7 dans le Gujarat fait entre 13 805 et 20 023 morts et 166 800 blessés[5].
- 13 février :  Salvador : Un séisme de magnitude 6,6 frappe la capitale du pays, San Salvador faisant 315 morts et 3 399 blessés[6].
- 23 juin :  Pérou : Un violent séisme de magnitude 8,4 près de la côte du pays, s'ensuit un tsunami, le bilan fait entre 74 et 145 morts et entre    2 687 et 2 713 blessés[7].

## 2002
- 3 février :  Turquie : Un fort séisme de magnitude 6,5 frappe l'ouest du pays, le bilan fait état d'au moins 44 morts et 318 blessés[8].
- 3, 25 mars et 12 avril :  Afghanistan : Un violent séisme de magnitude 7,4 suivi d'une forte réplique de magnitude 6,1 et d'une autre de 5,9 frappent la chaine de montagnes, l'Hindou Kouch, le bilan fait état d'au moins 1 416 morts[9].
- 1er avril :  Papouasie-Nouvelle-Guinée : Un séisme de magnitude 5,3 frappe l'est du pays, le bilan fait état 36 morts, 11 blessés et 138 déplacés.
- 22 juin :  Iran : Un fort séisme de magnitude 6,5 dans la ville de Bouine-Zahra dans l'ouest du pays, le bilan fait état de 230 morts et 1 500 blessés[10].
- 31 octobre :  Italie : Deux séismes de magnitude 5,9 et 5,8 frappent les régions du Molise et les Pouilles, dans le sud du pays, le bilan fait état d'au moins 29 morts[11].
- 1er novembre et 21 novembre :  Pakistan : Deux séismes de magnitude 5,4 et 6,3 frappent le nord-ouest de la région du Cachemire, le bilan fait état de 41 morts et 168 blessés[12].

## 2003
- 22 janvier :  Mexique : Un puissant séisme de magnitude 7,6 frappe l'ouest du pays, le bilan fait état de 29 morts et 300 blessés[13].
- 24 février :  Chine : Un séisme de magnitude 6,8 survient dans le sud de la province du Xinjiang, le bilan est de 268 morts[14].
- 1er mai :  Turquie : Un fort séisme de magnitude 6,4 frappe l'est du pays, le bilan fait état d'au moins 177 morts et 520 blessés[15].
- 21 mai :  Algérie: Un violent séisme de magnitude 6,8 frappe la ville de Boumerdès et la côte nord du pays, le bilan est 2 266 morts et 10 261 blessés[16].
- 21 juillet :  Chine : Un séisme de magnitude 6 survient dans la province du Yunnan, le bilan est de 19 morts et 644 blessés.
- 1er décembre :  Kazakhstan et  Chine : Un séisme de magnitude 6 survient près de la frontière entre et les deux pays, dans la province chinoise du Xinjiang, le bilan est de 10 morts et 73 blessés.
- 26 décembre :  Iran : Un séisme de magnitude 6,6 frappe la ville de Bam, le lourd bilan fait état d'environ 34 000 morts, 200 000 blessés et entre 45 000 et 76 000 déplacés[17].

## 2004
- 5 février :  Indonésie : Un violent séisme de magnitude 7 en Papouasie fait 37 morts.
- 14 février :  Pakistan : Un séisme de magnitude 5,5 frappe la province de Khyber Pakhtunkhwa, le bilan fait état de 24 morts et 63 blessés[18].
- 24 février :  Maroc : Un séisme de magnitude 6,4 frappe la commune d'Aït Kamra, dans le nord du pays, le bilan fait état d'entre 628 et 631 morts et 926 blessés[19].
- 28 mai :  Pakistan et  Iran : Un fort séisme de magnitude 6,3 dans le nord de l'Iran, le bilan fait état de 35 morts et entre 278 et 400 blessés[20].
- 2 juillet :  Turquie : Un séisme de magnitude 5,1 frappe la ville de Doğubayazıt dans l'est du pays, le bilan est de 18 morts et 32 blessés[21].
- 23 octobre :  Japon : Un fort séisme de magnitude 6,6 près de la côte nord ouest de l'île du Honshu fait 40 morts et 3 182 blessés[22].
- 11 novembre :  Indonésie : un violent séisme de magnitude 7,5 sur les Mille-Îles fait 23 morts et 234 blessés[23].
- 26 novembre :  Indonésie : un violent séisme de magnitude 7,1 en Papouasie fait 32 morts et entre 130 et 213 blessés.
- 26 décembre :  Indonésie : Un exceptionnel séisme de magnitude 9,1 survient au large de la côte ouest du nord de Sumatra, il provoque un Tsunami qui dévaste les côtes de l'Indonésie, du Sri Lanka, de la Thaïlande, de la Birmanie, des Maldives et de l'Inde, faisant 227 898 morts[24].

## 2005
- 22 février :  Iran : Un fort séisme de magnitude 6,4 frappe la province de Kerman dans le centre du pays, le bilan fait état de 612 morts et 1 411 blessés[25].
- 28 mars :  Indonésie : Un violent séisme de magnitude 8,6 frappe le nord de l'île de Sumatra, le bilan est d'entre 915 et 1 314 morts et entre 340 et 1 146 blessés[26].
- 13 juin :  Chili : Un violent séisme de magnitude 7,8 frappe la ville de Tarapaca au Chili, le bilan est de 11 morts et 182 blessés[27].
- 25 septembre :  Pérou : Un séisme de magnitude 7,5 frappe le nord du pays, le bilan est de 20 morts et 266 blessés[28].
- 8 octobre :  Pakistan : Un violent séisme de magnitude 7,6 frappe la région du Cachemire, le lourd bilan fait état d'entre 86 000 et 87 351 morts et entre 69 000 et 75 266 blessés[29].
- 26 novembre :  Chine : Un séisme de magnitude 5,2 frappe la province de Hubei et du Jiangxi, le bilan est de 14 morts[30].
- 27 novembre :  Iran : Un séisme de magnitude 5,9 frappe le sud du pays, le bilan est de 13 morts et 100 blessés[31].

## 2006
- 31 mars :  Iran : Un fort séisme de magnitude 6,1 au sud de Borujerd, fait entre 63 et 70 morts et entre 1 246 et 1 418 blessés[32].
- 27 mai :  Indonésie : Un fort séisme de magnitude 6,3 dans l'île de Java fait entre 5 749 et 5 778 morts et entre 38 568 et 137 883 blessés[33].
- 17 juillet :  Indonésie : Un violent séisme de magnitude 7,7 dans le sud de l'île de Java provoque un Tsunami faisant 668 morts, 65 disparus et 9 299 blessés[34].
- 23 juillet :  Chine : Un séisme de magnitude 4,9 dans les provinces du Sichuan, Yunnan et du Guizhou fait 22 morts et 106 blessés.

## 2007
- 6 mars :  Indonésie : Un fort séisme de magnitude 6,4 dans l'île de Sumatra fait 68 morts et 460 blessés sérieux[35].
- 2 avril :  Îles Salomon : Un violent séisme de magnitude 8,1 frappe la province de Gizo faisant 52 morts et 60 disparus[36].
- 22 avril :  Chili : Un fort séisme de magnitude 6,2 frappe le sud du pays, le bilan est de 10 morts[37].
- 16 juillet :  Japon : Un fort séisme de magnitude 6,8 se produit à Chuetsu-oki dans la région de Niigata, le bilan est de 11 morts et 1 120 blessés[38].
- 22 juillet :  Tadjikistan : Un séisme modéré de magnitude 5,2 fait 12 morts[39].
- 15 août :  Pérou : Un violent séisme de magnitude 7,7 frappe le sud du pays, le bilan est de 595 morts et 2 291 blessés[40].
- 12 septembre :  Indonésie : Un violent séisme de magnitude 8,4 frappe l'île de Sumatra, le bilan est de 25 morts et 161 blessés[41].

## 2008
- 3 février :  République démocratique du Congo et  Rwanda : Un séisme de magnitude 6 frappe la région des Grands Lacs, le bilan est de 44 morts et plus de 349 blessés[42].
- 12 mai :  Chine : Un violent séisme de magnitude 8 frappe la province du Sichuan, le lourd bilan fait état de 87 547 morts et au moins 374 643 blessés et 18 392 disparus[43].
- 24 mai :  Colombie : Un séisme de magnitude 5,5 frappe le centre du pays, le bilan est de 11 morts et 4 181 blessés[44].
- 14 juin :  Japon : Un violent séisme de magnitude 7,2 frappe le nord du pays, le bilan est de 12 morts et 436 blessés[45].
- 30 août :  Chine : Un fort séisme de magnitude 6,1 frappe le sud-ouest du pays et fait 41 morts et 589 blessés[46].
- 5 octobre :  Kirghizistan : Un séisme de magnitude 6,6 frappe le pays, le bilan est de 75 morts et 150 blessés[47].
- 11 octobre :  Russie : Un séisme de magnitude 5,8 frappe la Tchétchénie, le bilan est de 13 morts et 116 blessés[48].
- 29 octobre :  Pakistan : Deux séismes de magnitude 6,4 frappe la province de Baloutchistan, le bilan est de 215 morts et 200 blessés[49].

## 2009
- 8 janvier :  Costa Rica : Un fort séisme de magnitude 6,2 frappe la région de San José, le bilan est de 34 morts, 91 blessés et 64 disparus[50].
- 6 avril :  Italie : Un séisme modéré de magnitude 5,8 dans les Abruzzes fait 308 morts et plus de 1 500 blessés[51].
- 17 avril :  Afghanistan : Deux séismes successifs de magnitude 5,5 et 5,1 frappe l'est du pays, le bilan est de 19 morts et 51 blessés[52].
- 2 septembre :  Indonésie : Un violent séisme de magnitude 7 dans l'ouest de Java fait 81 morts et 1 297 blessés[53].
- 21 septembre :  Bhoutan : Un fort séisme de magnitude 6,1 frappe le pays, provoquant fait 11 morts[54].
- 29 septembre :  Samoa : Un violent séisme de magnitude 8 provoque un tsunami sur les Samoa, les Samoa américaines et sur les îles Tonga faisant 189 morts[55].
- 30 septembre :  Indonésie : Deux violents séismes de magnitude 7,6 et 7,3 frappent l'île de Sumatra et font 1 115 morts et au moins 2 180 blessés[56].